# ایستگاه بلور–یانگ
ایستگاه بلور-یانگ (انگلیسی: Bloor–Yonge station) یک ایستگاه مترو در خط یک یانگ-یونیورسیتی و خط ۲ بلور-دانفورث در تورنتو، انتاریو، کانادا است. این ایستگاه در مرکز شهر تورنتو، زیر تقاطع خیابان یانگ و خیابان بلور، شلوغ‌ترین ایستگاه مترو در سیستم است و به‌طور متوسط روزانه بیش از ۲۰۰۰۰۰ مسافر را جابجا می‌کند. وای-فای در این ایستگاه موجود است.